# Торреджани, Бартоломео
Бартоломео Торреджани (итал. Bartolommeo Torregiani; ? Неаполь — 1674) — итальянский живописец-пейзажист неаполитанской школы, ученик и подражатель Сальватора Розы, откуда его прозвание «del Rosa». Позднее он работал в Риме, где стал подражать Клоду Лоррену.

## Однофамильцы художника
Под фамилией Торреджани, или Торриджани, в истории классического искусства известно несколько мастеров. Так, Бастьяно (Себастьяно) Торриджани (? — 1596) — скульптор и бронзовщик (литейщик и чеканщик) по прозванию «Болонец» (Il Bologna) работал в Риме. Пьетро Торриджано (Торризано), по прозванию Пьеро д’Антонио (1472—1528) — скульптор и живописец итальянского Возрождения флорентийской школы. Bзвестен cкандальной дракой с Микеланджело. Ещё один художник — АльфонсоТорреджани (1682—1764) — архитектор итальянского барокко. Его сын Винченцо был живописцем архитектурных ведут.